# Hans Robert Jauss

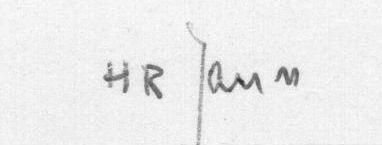
Handschrift van Hans Robert Jauss, 1972

Hans Robert Jauss (Göppingen, 12 december 1921 - Konstanz, 1 maart 1997) was een Duits literatuurwetenschapper. Aan de Universiteit van Konstanz ontwikkelde Jauss in de jaren 60 samen met Wolfgang Iser de Rezeptionsästhetik (de receptie-esthetiek). Deze nieuwe manier van kijken naar de receptie van de lezer van een bepaald literair werk werd in de jaren 70 in de literatuurwetenschap populair, en is verwant met de Engelse reader-response theory.
Ten tijde van de Tweede Wereldoorlog was Jauss aangesloten bij de SS en de Waffen-SS. Ook was hij lid van het SS vrijwilligers legioen Nederland.
In 1944 begon hij te studeren in Praag, en later in Heidelberg. Hij studeerde daar Duitse letterkunde, Romaanse filologie, geschiedenis en filosofie. Jauss promoveerde op een dissertatie over Marcel Proust. In 1967 werd hij benoemd op de Universiteit van Konstanz.
Jauss werd beroemd met zijn in 1967 uitgebrachte werk Literaturgeschichte als Provokation der Literaturwissenschaft. Hierin schreef hij een pleidooi tegen literatuurgeschiedschrijving als chronologische ordening van literaire feiten. Hij was voorstander van een literatuurgeschiedenis die het proces van een steeds veranderende waardetoekenning, zingeving en normverandering centraal stelt. Het werk paste in de literair wetenschappelijke ontwikkelingen rond 1970, waarbij de tekst steeds meer gezien werd als een radertje in een geheel van samenleving en literatuurbedrijf, waarmee de literatuurgeschiedenis steeds dichter in de buurt kwam van de cultuurgeschiedenis.
- Biblioteca Nacional de España: XX928190
- Bibliothèque nationale de France: cb11908671z (data)
- CiNii: DA01204800
- Gemeinsame Normdatei: 118557149
- International Standard Name Identifier: 0000 0000 8173 7952
- Library of Congress Control Number: n50028404
- Nationale Bibliotheek van Letland: 000096288
- Nationale Bibliotheek van Tsjechië: jn19990004001
- Nationale Bibliotheek van Israël: 987007279089105171
- Nationale Bibliotheek van Polen: a0000003079694
- Nederlandse Thesaurus van Auteursnamen: 068397178
- Istituto Centrale per il Catalogo Unico: CFIV042026
- LIBRIS: 191552
- SNAC: w62k8k3q
- Système universitaire de documentation: 02693633X
- Trove: 1044392
- Virtual International Authority File: 108828994
- WorldCat: E39PBJc84MbqFDwj7cvVr9xqwC